# Jully-sur-Sarce
Jully-sur-Sarce è un comune francese di 300 abitanti situato nel dipartimento dell'Aube nella regione del Grand Est.

## Società

### Evoluzione demografica
Abitanti censiti